# 폰트랴긴 쌍대성
조화해석학과 위상군론에서 폰트랴긴 쌍대성(Понтрягин雙對性, 영어: Pontryagin duality)은 국소 콤팩트 아벨 군 사이의 쌍대성이다. 이는 일반적으로 국소 콤팩트 아벨 군 위에 정의된 함수의 푸리에 변환이 다른 국소 콤팩트 아벨 군 위에 정의된 함수라는 사실에서 기인한다.

## 정의
하우스도르프 국소 콤팩트 아벨 위상군 {\displaystyle G}가 주어졌을 때, {\displaystyle G}에서 원군(circle group) {\displaystyle U(1)}로 가는 연속 군 준동형 사상 {\displaystyle \gamma :G\to U(1)}를 {\displaystyle G}의 지표(영어: character)로 정의한다. {\displaystyle G}의 지표들은 모든 점에서의 곱셈(pointwise product)을 통해 군을 이루는데, 이를 {\displaystyle G}의 지표군(영어: character group) {\displaystyle {\hat {G}}}이라고 정의한다. 지표군은 아벨 군이며, 여기에 콤팩트-열린집합 위상을 주면 {\displaystyle {\hat {G}}}은 국소 콤팩트 아벨 위상군을 이룬다.
지표군의 지표군 {\displaystyle {\hat {\hat {G}}}\cong G}은 원래 군과 동형임을 보일 수 있다. 구체적인 동형사상 {\displaystyle \iota \colon G\to {\hat {\hat {G}}}}은 다음과 같다.
{\displaystyle \iota \colon g\mapsto (\gamma \mapsto \gamma (g))}
따라서, 국소 콤팩트 아벨 군과 그 지표군이 서로 쌍대 관계를 이루는 것을 알 수 있다. 이를 폰트랴긴 쌍대성이라고 한다.

## 성질
폰트랴긴 쌍대성 아래, 하우스도르프 아벨 위상군에 대하여 다음 조건들이 서로 쌍대이다. 다시 말해, {\displaystyle G}가 왼쪽 조건을 만족시킨다는 것과 {\displaystyle {\hat {G}}}이 오른쪽 조건을 만족시킨다는 것이 서로 동치이다.
| 군 {\displaystyle G}의 조건 | 군 {\displaystyle {\hat {G}}}의 조건 |
| --------------------------- | ------------------------------------ |
| 국소 콤팩트                 | 국소 콤팩트                          |
| 콤팩트                      | 이산                                 |
| 콤팩트 거리화 가능          | 이산 가산                            |
| 콤팩트 연결                 | 이산, 꼬임 부분군이 자명군           |
| 콤팩트 경로 연결            | 이산 화이트헤드 군                   |
| 유한 차원 실수 벡터 공간    | 유한 차원 실수 벡터 공간             |
| 이산 유한                   | 이산 유한                            |
| 제2 가산 공간               | 제2 가산 공간                        |
| 거리화 가능                 | 시그마 콤팩트                        |
물론, {\displaystyle {\hat {\hat {G}}}\cong G}이므로 위 조건을 맞바꿀 수 있다.
이 표는 다음과 같이 범주의 동치로도 적을 수 있다.
{\displaystyle \operatorname {HausLocCompAb} ^{\operatorname {op} }\simeq \operatorname {HausLocCompAb} }
{\displaystyle \operatorname {HausCompAb} ^{\operatorname {op} }\simeq \operatorname {Ab} }
{\displaystyle \vdots }
여기서 {\displaystyle \operatorname {HausLocCompAb} }는 하우스도르프 국소 콤팩트 아벨 위상군과 연속 군 준동형의 범주이며, {\displaystyle \operatorname {HausCompAb} }는 하우스도르프 콤팩트 아벨 위상군과 연속 군 준동형의 범주이며, {\displaystyle \operatorname {Ab} }는 아벨 군의 범주이다. (모든 아벨 군에는 자명하게 이산 위상을 줄 수 있으며, 두 이산 공간 사이의 임의의 함수는 항상 연속 함수이다.)

## 푸리에 변환
국소 콤팩트 아벨 위상군 위에서 푸리에 변환을 정의하면 그 결과는 폰트랴긴 쌍대군 위에서의 함수로 나타나게 된다.
우선 국소 콤팩트 아벨 위상군 {\displaystyle G} 위에 하르 측도 {\displaystyle \mu }를 정의한다. (만약 {\displaystyle G}가 콤팩트하지 않다면, 하르 측도 {\displaystyle \mu }의 크기를 골라야 한다.)
그렇다면, {\displaystyle G} 위의 적분 가능 함수 {\displaystyle f\in L^{1}(G)}의 푸리에 변환 {\displaystyle {\hat {f}}\colon {\hat {G}}\to \mathbb {C} }은 다음과 같다. 모든 {\displaystyle {\hat {g}}\in {\hat {G}}}에 대하여,
{\displaystyle {\hat {f}}({\hat {g}})=\int _{G}f(g){\overline {{\hat {g}}(g)}}\,d\mu (g)}
마찬가지로, {\displaystyle {\hat {f}}\in L^{1}({\hat {G}})}의 역 푸리에 변환은 다음과 같다.
{\displaystyle f(g)=\int _{\hat {G}}{\hat {f}}({\hat {g}}){\hat {g}}(g)\,d{\hat {\mu }}({\hat {g}})}
여기서 {\displaystyle {\hat {\mu }}}은 쌍대군 {\displaystyle {\hat {G}}} 위에 정의된 하르 측도이다. 역 푸리에 변환이 푸리에 변환의 역이 되게 하는 {\displaystyle {\hat {\mu }}}는 {\displaystyle G}의 측도 {\displaystyle \mu }에 의해 유일하게 결정되는데, 이를 {\displaystyle \mu }의 쌍대 측도(영어: dual measure)라고 한다.
콤팩트 군의 경우, 통상적으로 군의 부피가 1이 되게 ({\displaystyle \operatorname {vol} (G)=1}) 하는 측도를 사용하며, 이산군의 경우 이산 측도를 사용한다. 콤팩트성과 이산성은 서로 쌍대적이며, 군의 부피가 1이 되는 측도의 쌍대 측도는 이산 측도이다. 콤팩트 이산군이라면 두 측도 다 정의되며, 이는 (자명군을 제외하면) {\displaystyle \#G}배만큼 다르다. 예를 들어, 순환군 {\displaystyle \mathbb {Z} /n}의 경우, 군의 부피가 1이 되게 정의하면 {\displaystyle \mu (S)=\#S/n}이지만, 이산 측도는 {\displaystyle \mu (S)=\#S}이다.
보다 일반적으로, 조절 분포를 (슈바르츠 함수의 일반화인) 슈바르츠-브뤼아 함수를 사용하여 정의할 수 있다.

## 예
다음과 같은 폰트랴긴 쌍대군들이 존재한다.
| 위상군                                                                                | 쌍대 위상군                                                                                                 |
| ------------------------------------------------------------------------------------- | --- |
| 표준 위상의 실수 덧셈군 {\displaystyle \mathbb {R} }                                  | 표준적 위상의 실수 덧셈군 {\displaystyle \mathbb {R} }                                                      |
| 이산 위상의 순환군 {\displaystyle \mathbb {Z} /n\mathbb {Z} }                         | 이산 위상의 순환군 {\displaystyle {\tfrac {1}{n}}\mathbb {Z} /\mathbb {Z} \cong \mathbb {Z} /n\mathbb {Z} } |
| 표준 위상의 p진수 덧셈군 {\displaystyle \mathbb {Q} _{p}}                             | 표준 위상의 p진수 덧셈군 {\displaystyle \mathbb {Q} _{p}}                                                   |
| 수체 {\displaystyle K}의 아델 환 {\displaystyle \mathbb {A} _{K}}의 덧셈군            | 수체 {\displaystyle K}의 아델 환 {\displaystyle \mathbb {A} _{K}}의 덧셈군                                  |
| 표준 위상의 원군 {\displaystyle \operatorname {U} (1)\cong \mathbb {R} /\mathbb {Z} } | 이산 위상의 정수 덧셈군 {\displaystyle \mathbb {Z} }                                                        |
| 이산 위상의 유리수 덧셈군 ℚ                                                           | {\displaystyle \mathbb {A} _{\mathbb {Q} }/\mathbb {Q} }[1], 아델 환의 표준 위상의 몫위상                   |
| 이산 위상의 {\displaystyle \mathbb {Q} /\mathbb {Z} }                                 | 정수환의 사유한 완비 {\displaystyle {\hat {\mathbb {Z} }}}                                                  |
| 이산 위상의 수체 {\displaystyle K}의 덧셈군                                           | {\displaystyle \mathbb {A} _{K}/K}, 아델 환의 표준 위상의 몫위상                                            |
| 이산 위상의 프뤼퍼 군 {\displaystyle \mathbb {Z} (p^{\infty })}                       | 표준 위상의 p진 정수 덧셈군 {\displaystyle \mathbb {Z} _{p}}                                                |
| 유한 차원 실수 벡터 공간 {\displaystyle V}                                            | 쌍대 공간 {\displaystyle V^{*}}                                                                             |
| {\displaystyle G\times H}                                                             | {\displaystyle {\hat {G}}\times {\hat {H}}}                                                                 |
| 직합 {\displaystyle \bigoplus _{i}G_{i}}                                              | 직접곱 {\displaystyle \prod _{i}{\hat {G}}_{i}}                                                             |
따라서, U(1) 위에 정의된 함수의 푸리에 변환은 ℤ 위에 정의된 함수(수열)이다. 이는 주기함수의 푸리에 급수에 해당한다. 또한, 순환군 위에 정의된 함수의 푸리에 변환은 이산 푸리에 변환에 해당한다.

### 유한 아벨 군의 폰트랴긴 쌍대군
순환군 {\displaystyle \mathbb {Z} /n\mathbb {Z} }의 폰트랴긴 쌍대군은 {\displaystyle {\tfrac {1}{n}}\mathbb {Z} /\mathbb {Z} }이며, 이는 물론 원래 군과 동형이다. 이 경우 폰트랴긴 쌍대성에 의하여 존재하는 군 준동형은 다음과 같다.
{\displaystyle (\mathbb {Z} /n\mathbb {Z} )\times ({\tfrac {1}{n}}\mathbb {Z} /\mathbb {Z} )\to \operatorname {U} (1)=\{z\in \mathbb {C} \colon |z|=1\}}
{\displaystyle ([a],[b])\mapsto \exp(2\pi iab)}
모든 유한 아벨 군은 순환군들의 직합으로 나타낼 수 있으므로, 모든 유한 아벨 군의 쌍대군은 순환군들로 분해한 뒤 각 성분을 위와 같이 쌍대화하여 얻을 수 있다.

### 유한 차원 실수 벡터 공간의 폰트랴긴 쌍대군
{\displaystyle V}가 표준적인 위상을 갖춘 실수 위의 유한 차원 벡터 공간이라고 하면, 그 덧셈군의 폰트랴긴 쌍대군은 쌍대 공간 {\displaystyle V^{*}}의 덧셈군이다. 이 경우 {\displaystyle V}와 {\displaystyle V^{*}} 사이에는 동형이 존재하지만, 이는 표준적이지 않다. 구체적으로, 폰트랴긴 쌍대성은 다음과 같다.
{\displaystyle V\times V^{*}\to \operatorname {U} (1)=\{z\in \mathbb {C} \colon |z|=1\}}
{\displaystyle (u,v)\mapsto \exp(2\pi iu\cdot v)}
무한 차원 실수 벡터 공간은 일반적으로 국소 콤팩트 공간이 아니므로 해당되지 않는다. 마찬가지로, 예를 들어 유리수 위의 벡터 공간의 경우, 유리수의 표준적 (실수 부분 집합으로의) 위상을 잡으면 국소 콤팩트 공간이 되지 않는다.

### p진수의 폰트랴긴 쌍대군
유리수의 각 위치 {\displaystyle \nu \in \{0,2,3,5,7,\dots \}}에 대하여, 다음과 같은 위상 아벨 군의 짧은 완전열이 존재한다.
{\displaystyle 0\to \mathbb {Z} _{\nu }\to \mathbb {Q} _{\nu }\to \mathbb {Q} _{\nu }/\mathbb {Z} _{\nu }\to 0}
여기서 {\displaystyle \nu =0}일 경우, 이 완전열은 무한 순환군과 원군을 다음과 같이 연결한다.
{\displaystyle 0\to \mathbb {Z} \to \mathbb {R} \to \mathbb {R} /\mathbb {Z} =\operatorname {U} (1)\to 0}
{\displaystyle \nu =p}일 경우, 이 완전열은 p진 정수와 프뤼퍼 군을 연결한다.
{\displaystyle 0\to \mathbb {Z} _{p}\to \mathbb {Q} _{p}\to \mathbb {Q} _{p}/\mathbb {Z} _{p}=\mathbb {Z} (p^{\infty })\to 0}
이 완전열은 폰트랴긴 쌍대성에 대해서 대칭이다. 다시 말해, 가운데 원소 {\displaystyle \mathbb {Q} _{\nu }}는 스스로의 폰트랴긴 쌍대군과 동형이며, {\displaystyle \mathbb {Z} _{\nu }}와 {\displaystyle \mathbb {Q} _{\nu }/\mathbb {Z} _{\nu }}는 서로 폰트랴긴 쌍대이다.

### 수체의 폰트랴긴 쌍대군
유리수의 덧셈군에, (실수의 부분 공간으로서의) 표준 위상을 부여하면 이는 국소 콤팩트 공간을 이루지 않지만, 대신 이산 위상을 부여하면 이는 국소 콤팩트 공간을 이룬다. 이산 위상을 부여한 유리수 덧셈군의 폰트랴긴 쌍대군은 유리수의 아델 환 {\displaystyle \mathbb {A} _{\mathbb {Q} }}의 덧셈군의 몫군 {\displaystyle \mathbb {A} _{\mathbb {Q} }/\mathbb {Q} }이다. 구체적으로, 이는 아델 환
{\displaystyle \mathbb {A} _{\mathbb {Q} }=\mathbb {R} \times \operatorname {\prod '} _{p}\mathbb {Q} _{p}}
에서, 대각선 포함 사상
{\displaystyle \mathbb {Q} \hookrightarrow \mathbb {A} _{\mathbb {Q} }}
{\displaystyle q\mapsto (q,q,q,\dots )}
에 대한 몫환이다. 보다 일반적으로, 대수적 수체 {\displaystyle K/\mathbb {Q} }의 덧셈군에 이산 위상을 주었을 때, 그 폰트랴긴 쌍대군은
{\displaystyle {\hat {K}}\cong \mathbb {A} _{K}/K}
이다. 즉, 짧은 완전열
{\displaystyle 0\to K\to \mathbb {A} _{K}\to \mathbb {A} _{K}/K\to 0}
은 폰트랴긴 쌍대성에 대하여 대칭이다.

## 역사
레프 폰트랴긴이 1934년에 도입하였다. 에흐베르튀스 판 캄펀 (1935)과 앙드레 베유 (1940)가 이를 일반적인 국소 콤팩트 아벨 군에 대하여 확장하였다.
이후, 1950년에 존 테이트가 박사 학위 논문에서 유체론을 사용하여 아델 환 및 대수적 수체의 폰트랴긴 쌍대성을 분석하였고, 이와사와 겐키치도 독자적으로 사실상 같은 이론을 거의 동시에 개발하였다. 이 이론을 테이트 학위 논문(영어: Tate’s thesis) 또는 테이트-이와사와 이론(영어: Tate–Iwasawa theory)이라고 한다.

## 같이 보기
- 페터-바일 정리